# Skrzydłoszpon rogaty
Skrzydłoszpon rogaty (Anhima cornuta) – gatunek dużego ptaka z rodziny skrzydłoszponów (Anhimidae), zamieszkujący Amerykę Południową. Nie jest zagrożony.

## Taksonomia
Gatunek po raz pierwszy zgodnie z zasadami nazewnictwa binominalnego opisał szwedzki przyrodnik Karol Linneusz w 1766 roku w 12. edycji Systema Naturae. Autor nadał gatunkowi nazwę Palamedea cornuta, a jako miejsce typowe wskazał łac. Habitat in Brasilia, Guiania, ograniczone przez Hellmayra w 1908 roku do wschodniej Brazylii. Jedyny przedstawiciel rodzaju Anhima, opisanego przez francuskiego ornitologa Mathurina Brissona w 1760 roku. Nie wyróżnia się podgatunków.

### Etymologia
- Anhima: tupi Anhuma lub Inhuma – czarny ptak, nazwa dla krzyczącego lub innego dużego ptaka[10].
- cornuta: łac. cornutus – rogaty, od cornu – róg[11].

## Morfologia

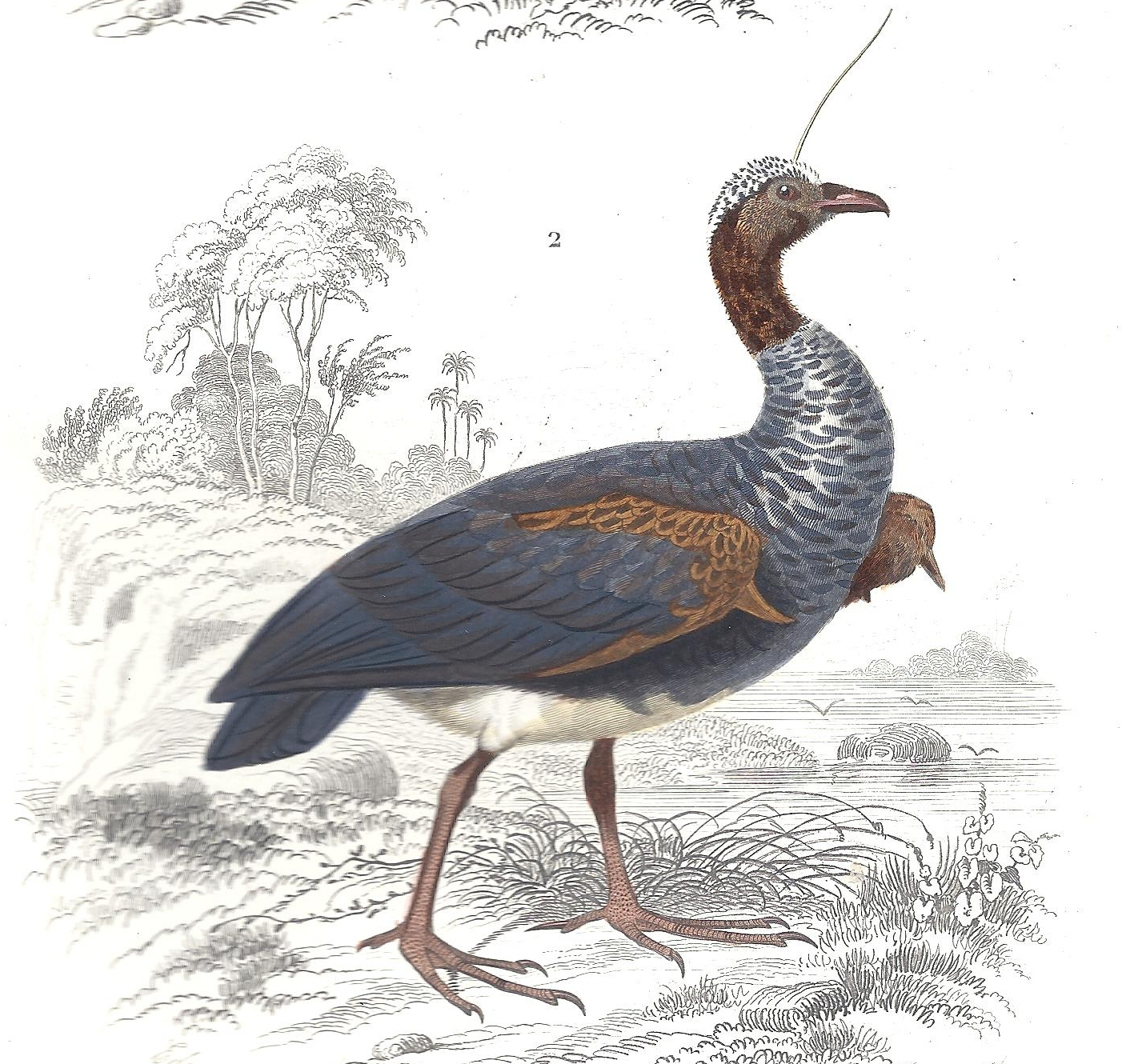
Grafika d’Orbigny’ego (1867)

Długość ciała 80–94 cm, rozpiętość skrzydeł 170 cm; masa ciała 3000–3150 g. Upierzenie błyszcząco czarne, z białym brzuchem i białym łuskowaniem na głowie oraz szyi. Na czole łatwo zauważyć z bliska kostny kolec. W locie widoczna duża biała plama na pokrywach skrzydłowych.

## Zasięg występowania
Kolumbia i Wenezuela przez Amazonię do Boliwii i południowo-wschodniej Brazylii. Izolowane populacje w zachodniej Kolumbii i zachodnim Ekwadorze.

## Ekologia i zachowanie
Charakterystyczny mieszkaniec bagien i pobrzeży jezior w dorzeczu Amazonki; rzadki na innych terenach.
Żeruje w roślinności bagiennej, często przesiaduje na wierzchołkach krzewów lub nawet wysokich drzew. Lot szybki; czasami szybuje na dużej wysokości.

## Status
Międzynarodowa Unia Ochrony Przyrody (IUCN) uznaje skrzydłoszpona rogatego za gatunek najmniejszej troski (LC – Least Concern) nieprzerwanie od 1988 roku. W 2023 roku organizacja Wetlands International szacowała liczebność populacji na 25–100 tysięcy osobników, a jej trend oceniła jako stabilny.